# ¡Justicia, señor gobernador!
¡Justicia, señor gobernador! es una novela publicada en 1960, escrita por Hugo Lindo. 
El personaje principal, el doctor Amenábar, es un juez respetado, recientemente despojado de su cargo por la Corte Suprema de Justicia. Ese ser que ha dedicado su vida a las leyes se siente abandonado de la confortadora presencia de su escritorio, su campanilla, sus legajos, el personal a sus órdenes, y ya ni siquiera opone resistencia cuando su sobrino lo lleva a un sanatorio que resulta ser un hospital psiquiátrico. 
El juez nos va mostrando los laberintos de la existencia mientras otras realidades a su alrededor se mueven en terreno pantanoso. El vecino de la celda que se cree armado de piezas metálicas, el cura que arma una teología fantástica, el sobrino que vive en el mundo de los cuerdos pero da crédito a los espiritistas. Tan sólo la presencia del amor, en la figura de la enfermera Lucinda, parece dar un sentido a ese manicomio que es también el mundo. Es la obra más importante del escritor Hugo Lindo